# La Nostra Escola Comarcal
La Nostra escola Comarcal és una escola cooperativa de Picassent (Horta Sud, País Valencià), fundada el 1973. Ha estat reconeguda per la seua experiència i valors per organitzacions cooperativistes i culturals de l'Horta Sud.
La Nostra Escola Comarcal és un centre d'ensenyament en valencià concertat, que ofereix l'educació des dels 2 fins als 16 anys. Com a cooperativa mixta (pares i treballadors) basteix la seua actuació des de la participació.
Juntament amb altres centres, com l'Escola Les Carolines, de la mateixa localitat; Escola la Gavina o Escola la Masia és un dels centres concertats pioners en l'ensenyament en valencià.
Des de 2006, en col·laboració amb aquestos centres i algunes altres cooperatives d'educació formen part d'AKOE.